# Resolutie 1552 Veiligheidsraad Verenigde Naties
Resolutie 1552 van de Veiligheidsraad van de Verenigde Naties werd unaniem door de VN-Veiligheidsraad aangenomen op 27 juli 2004. De resolutie verlengde het wapenembargo tegen Congo-Kinshasa en het onderzoek naar de schendingen ervan.

## Achtergrond
In 1994 braken in de Democratische Republiek Congo etnische onlusten uit die onder meer werden veroorzaakt door de vluchtelingenstroom uit de buurlanden Rwanda en Burundi. In 1997 beëindigden rebellen de lange dictatuur van Mobutu en werd Kabila de nieuwe president. In 1998 escaleerde de burgeroorlog toen andere rebellen Kabila probeerden te verjagen. Zij zagen zich gesteund door Rwanda en Oeganda. Toen hij in 2001 omkwam bij een mislukte staatsgreep werd hij opgevolgd door zijn zoon. Onder buitenlandse druk werd afgesproken verkiezingen te houden die plaatsvonden in 2006 en gewonnen werden door Kabila. Intussen zijn nog steeds rebellen actief in het oosten van Congo en blijft de situatie er gespannen.

## Inhoud

### Waarnemingen
De Veiligheidsraad zei nog steeds bezorgd te zijn over de gewapende groepen en milities in het oosten van
de Democratische Republiek Congo die de hele regio onveilig maakten. Ze veroordeelde ook de
illegale wapenhandel naar Congo en was vastbesloten nauw toe te zien op het wapenembargo.

### Handelingen
De Veiligheidsraad herhaalde haar eisen uit resolutie 1493
(°15: de MONUC-vredesmissie niet hinderen; °18: geen steun aan gewapende groepen; °19: volledige toegang voor
de militaire waarnemers van MONUC tot onder meer havens, luchthavens, legerbases en grensovergangen). Omdat de
partijen hier niet aan voldeden werden de genomen maatregelen (r.1493-°20: een wapenembargo tegen alle gewapende
groepen en milities in Noord- en Zuid-Kivu en Ituri; r.1533: een comité en een panel van experts dat onderzoek
deed naar de schendingen van dat embargo) verlengd tot 31 juli 2005.
De secretaris-generaal werd aldus gevraagd opnieuw een groep van
experts op te richten voor een periode tot 31 januari 2005. Die experts werden gevraagd voor 15 december
te rapporteren over de uitvoering van de genomen maatregelen.

## Verwante resoluties
- Resolutie 1522 Veiligheidsraad Verenigde Naties
- Resolutie 1533 Veiligheidsraad Verenigde Naties
- Resolutie 1555 Veiligheidsraad Verenigde Naties
- Resolutie 1565 Veiligheidsraad Verenigde Naties

Lijst ·  1522 ·  1523 ·  1524 ·  1525 ·  1526 ·  1527 ·  1528 ·  1529 ·  1530 ·  1531 ·  1532 ·  1533 ·  1534 ·  1535 ·  1536 ·  1537 ·  1538 ·  1539 ·  1540 ·  1541 ·  1542 ·  1543 ·  1544 ·  1545 ·  1546 ·  1547 ·  1548 ·  1549 ·  1550 ·  1551 ·  1552 ·  1553 ·  1554 ·  1555 ·  1556 ·  1557 ·  1558 ·  1559 ·  1560 ·  1561 ·  1562 ·  1563 ·  1564 ·  1565 ·  1566 ·  1567 ·  1568 ·  1569 ·  1570 ·  1571 ·  1572 ·  1573 ·  1574 ·  1575 ·  1576 ·  1577 ·  1578 ·  1579 ·  1580